# Herman Miller
Herman Miller, född 10 november 1919, död 18 april 1999, var en manusförfattare och producent.
Han är bland annat känd för sin delaktighet i skapandet av TV-serien Kung Fu.